# Frontotemporalna demencija
Frontotemporalna demencija (FTD), ili bolest frontotemporalne degeneracije, ili frontotemporalni neurokognitivni poremećaj, obuhvata nekoliko tipova demencije koji uključuju progresivnu degeneraciju frontalnog i temporalnog režnja. Frontotemporalne demencije su široko prisutne kao poremećaji ponašanja ili jezika sa postepenim početkom. Uobičajeni znaci i simptomi uključuju značajne promene u društvenom i ličnom ponašanju, apatiju, otupljivanje emocija i deficite u ekspresivnom i receptivnom jeziku. Trenutno ne postoji lek za FTD, ali postoje tretmani koji pomažu u ublažavanju simptoma.
Frontotemporalne demencije su uglavnom sindromi ranog početka koji su povezani sa frontotemporalnom lobarnom degeneracijom (FTLD), koju karakteriše progresivni gubitak neurona koji pretežno uključuje frontalni ili temporalni režanj, i tipičan gubitak više od 70% neurona vretena, dok drugi tipovi neurona ostaju netaknuti. Tri glavna podtipa ili varijantna sindroma su varijanta ponašanja (bvFTD) ranije poznata kao Pikova bolest i dve varijante primarne progresivne afazije – semantička varijanta (svPPA) i nefluentna varijanta (nfvPPA). Dva retka različita podtipa FTD su bolest inkluzije neuronskih intermedijarnih filamenata (NIFID) i bolest bazofilnog inkluzijskog tela. Drugi srodni poremećaji uključuju kortikobazalni sindrom i FTD sa amiotrofičnom lateralnom sklerozom (ALS), FTD-ALS, koji se takođe naziva FTD-MND.
Znaci i simptomi se obično pojavljuju u kasnom odraslom dobu, obično između 45 i 65 godina. Smatra se da su muškarci i žene podjednako pogođeni. FTD je drugi najrasprostranjeniji tip demencije ranog početka nakon Alchajmerove bolesti. Posmatrano pojedinačno, svaki od podtipova je relativno redak.
Karakteristike FTD-a je prvi opisao Arnold Pik između 1892. i 1906. godine. Naziv Pikova bolest je skovan 1922. godine. Ovaj termin je sada rezervisan samo za varijantu ponašanja FTD-a koja pokazuje prisustvo karakterističnih Pikovih tela i Pikovih ćelija koje je prvi opisao Alojz Alchajmer 1911. godine.

## Literatura
- Liu, W; Miller, B. L.; Kramer, J. H.; Rankin, K.; Wyss-Coray, C.; Gearhart, R.; Phengrasamy, L.; Weiner, M.; Rosen, H. J. (1. 3. 2004). „Behavioral disorders in the frontal and temporal variants of frontotemporal dementia”. Neurology. 5. 62 (5): 742—748. PMC 2367136 . PMID 15007124. doi:10.1212/01.WNL.0000113729.77161.C9.
- Hodges, J.R (2. 4. 2003). „A study of stereotypic behaviours in Alzheimer's disease and frontal and temporal variant frontotemporal dementia”. Journal of Neurology, Neurosurgery & Psychiatry. 74 (10): 1398—1402. PMC 1757381 . PMID 14570833. doi:10.1136/jnnp.74.10.1398.
- Hsiung GY, Feldman HH (1993). „GRN Frontotemporal Dementia”.  Ур.: Adam MP, Mirzaa GM, Pagon RA, Wallace SE, Bean LJ, Gripp KW, Amemiya A. GeneReviews. Seattle: University of Washington. PMID 20301545.
- Rohrer J, Ryan B, Ahmed R (1993). „MAPT-Related Frontotemporal Dementia”.  Ур.: Adam MP, Mirzaa GM, Pagon RA,  . GeneReviews. Seattle: University of Washington, Seattle. PMID 20301678.
- Marilyn Reynolds. „'Til Death or Dementia Do us Part, a memoir”. River Rock Books. Архивирано из оригинала 2018-02-20. г. Приступљено 2018-02-19.
- Upson, Sandra (15. 4. 2020). „The Devastating Decline of a Brilliant Young Coder”. Wired. Приступљено 17. 9. 2020.

## Spoljašnje veze
- OMIM on Frontotemporal Dementia and/or Amyotrophic Lateral Sclerosis and Chromosome 9 Open Reading Frame 72; C9ORF72

|  | Molimo Vas, obratite pažnju na važno upozorenje u vezi sa temama iz oblasti medicine (zdravlja). |